# الجرن (أبو حمص)
قرية الجرن هي إحدى القرى التابعة لمركز أبو حمص في محافظة البحيرة في جمهورية مصر العربية. حسب إحصاءات سنة 2006، بلغ إجمالي السكان في الجرن 7041 نسمة، منهم 3446 رجل و3595 امرأة.